# پژو ۴۰۸
پژو ۴۰۸ (به انگلیسی: Peugeot 408) یک خودروی کامپکت موتور جلو-محور جلو است که توسط شرکت فرانسوی پژو تولید می‌شود. این خودرو برای بار نخست در تاریخ ۲۵ ژانویه ۲۰۱۰ در نمایشگاه خودروی پکن معرفی شد و سپس ۸ آوریل ۲۰۱۰ به بازار چین عرضه شد. همچنین این خودرو در بازارهای آرژانتین و ال پالومار به ترتیب در نوامبر ۲۰۱۰ و آوریل ۲۰۱۱ عرضه شد. این خودرو در دو نسل تولید و به بازار عرضه شده؛ نسل اول که از سال ۲۰۱۰ تا ۲۰۱۴ تولید شده و نسل دوم که تولید آن از سال ۲۰۱۴ آغاز شده و کماکان ادامه دارد. شرکت فردا موتورز برنامه دارد که دومین فیس‌لیفت نسل دوم این خودرو را در ایران مونتاژ کند.
این خودرو برخلاف نامش به هیچ عنوان جانشین پژو ۴۰۷ شناخته نمی‌شود. مهمترین علت این موضوع این است که فاصله بین دو محور آن به پژو ۳۰۸ نزدیکتر است. این خودرو برای بازار اروپای غربی نیست و در آنجا مونتاژ نمی‌شود. بسته به مکان خودرو طراحی داخلی و خارجی آن متفاوت است.

## تعداد فروش
| سال        | ۲۰۱۰  | ۲۰۱۱   | ۲۰۱۲   |
| تعداد فروش | ۴٫۲۰۰ | ۷۴٫۶۰۳ | ۷۹٫۹۰۰ |

## نگارخانه

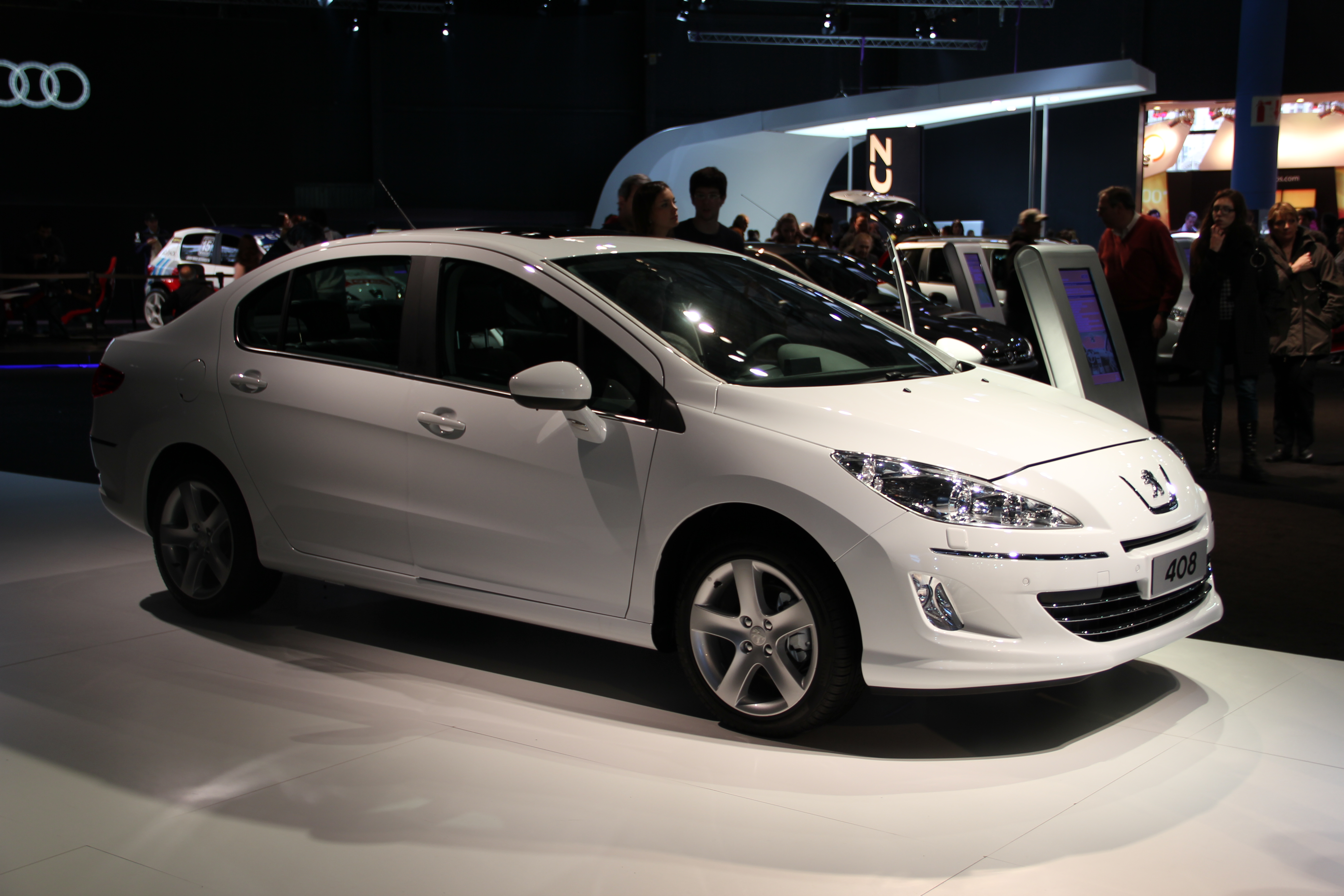
نسل اول پژو ۴۰۸ در یک نمایشگاه خودرو
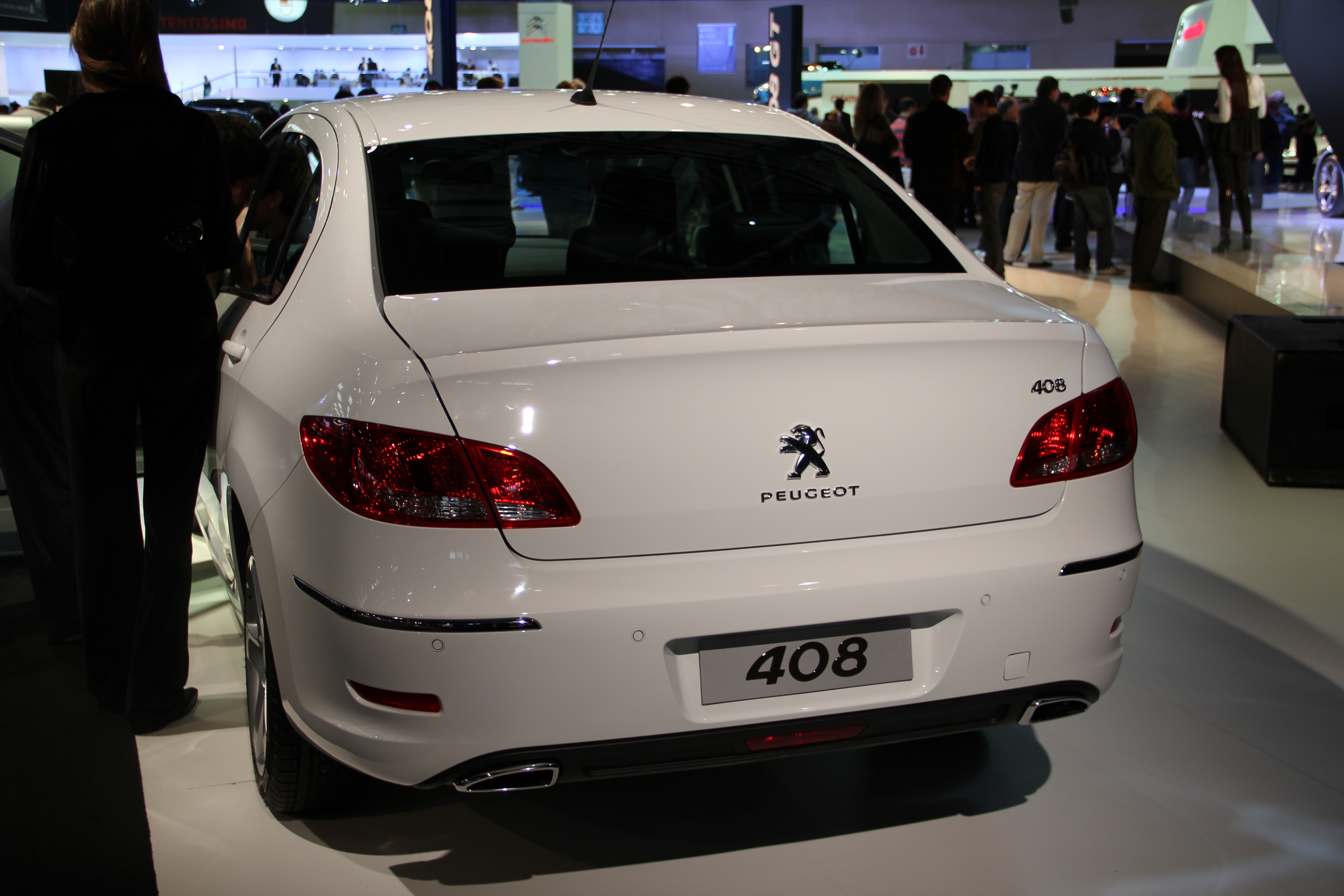
نسل اول پژو ۴۰۸ در یک نمایشگاه خودرو
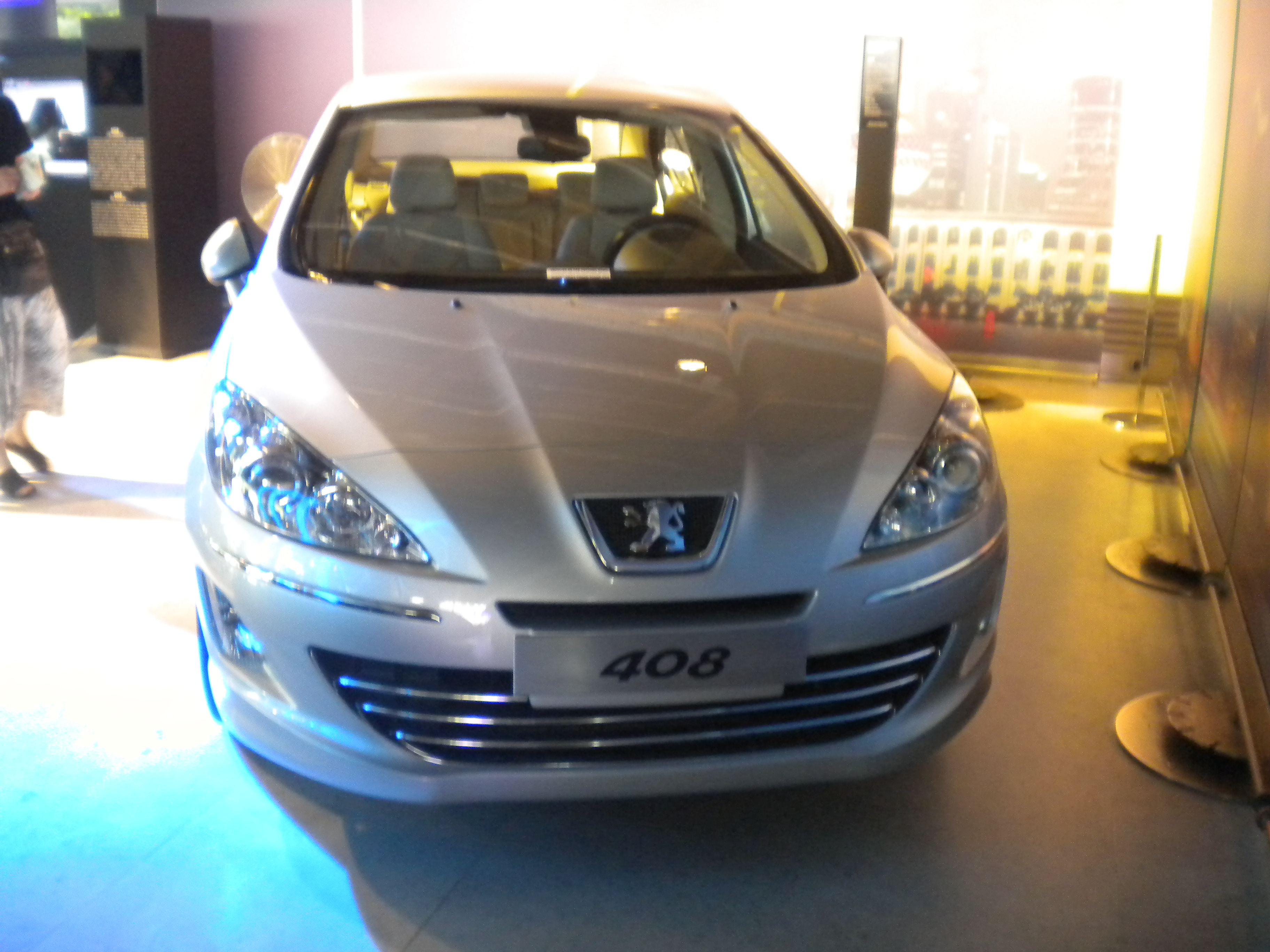
نسل اول پژو ۴۰۸
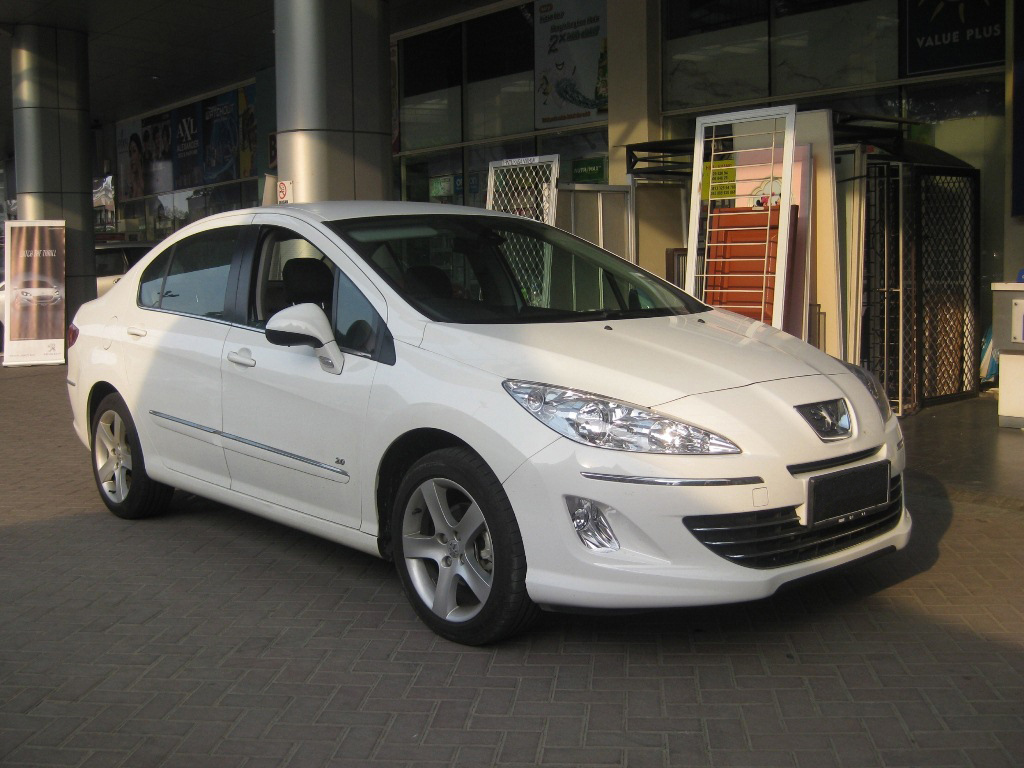
نسل اول پژو ۴۰۸ (نسخه آسیایی، دارای موتور دو لیتری و تولید شده در سال ۲۰۱۳)
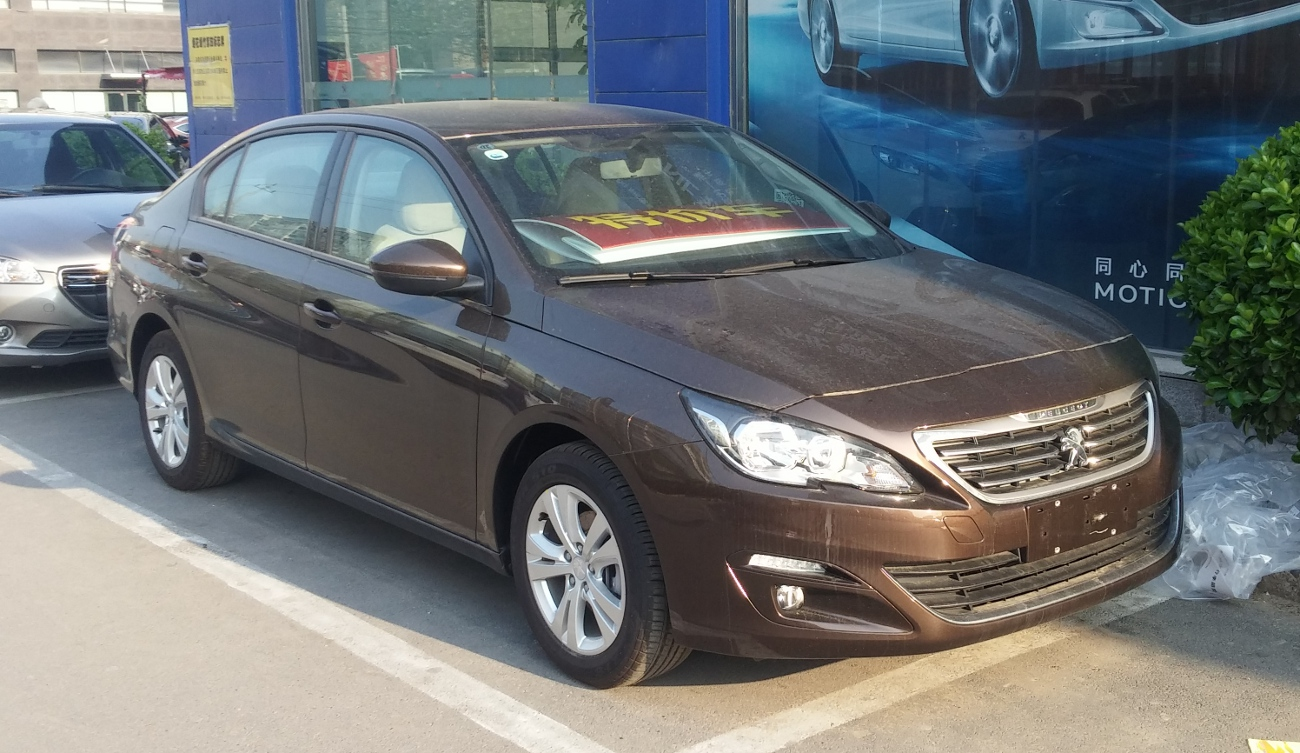
نسل دوم پژو ۴۰۸ (چین)
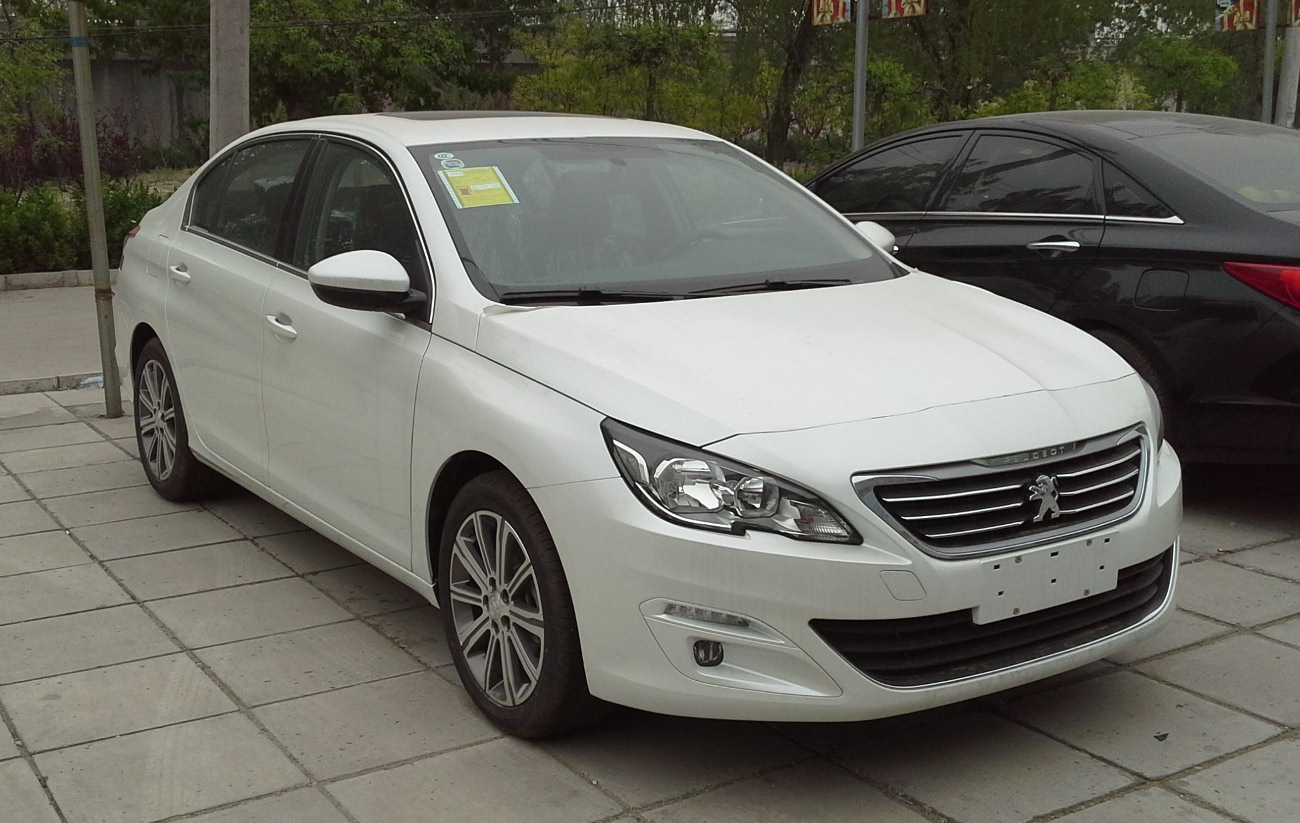
نسل دوم پژو ۴۰۸ (چین)
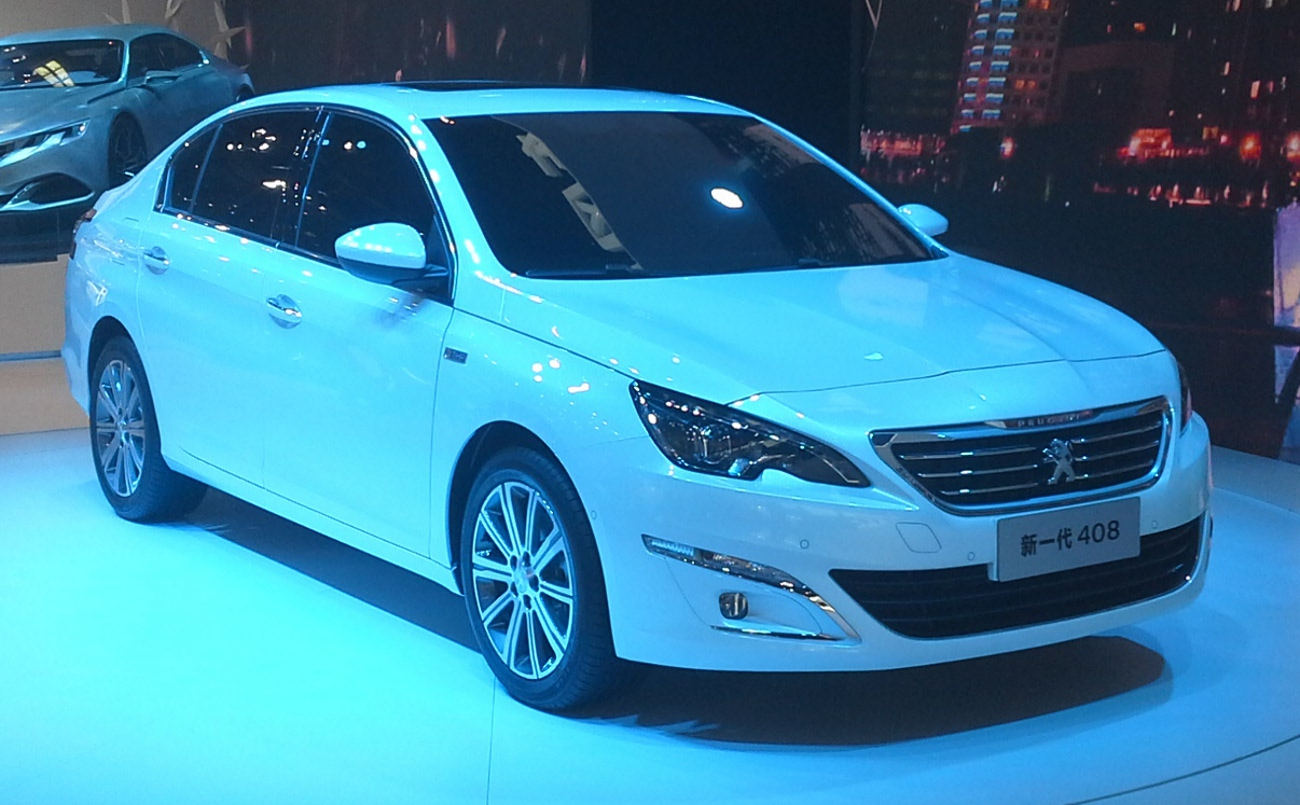
نسل دوم پژو ۴۰۸ در نمایشگاه خودرویی در کشور چین، نمای جلو
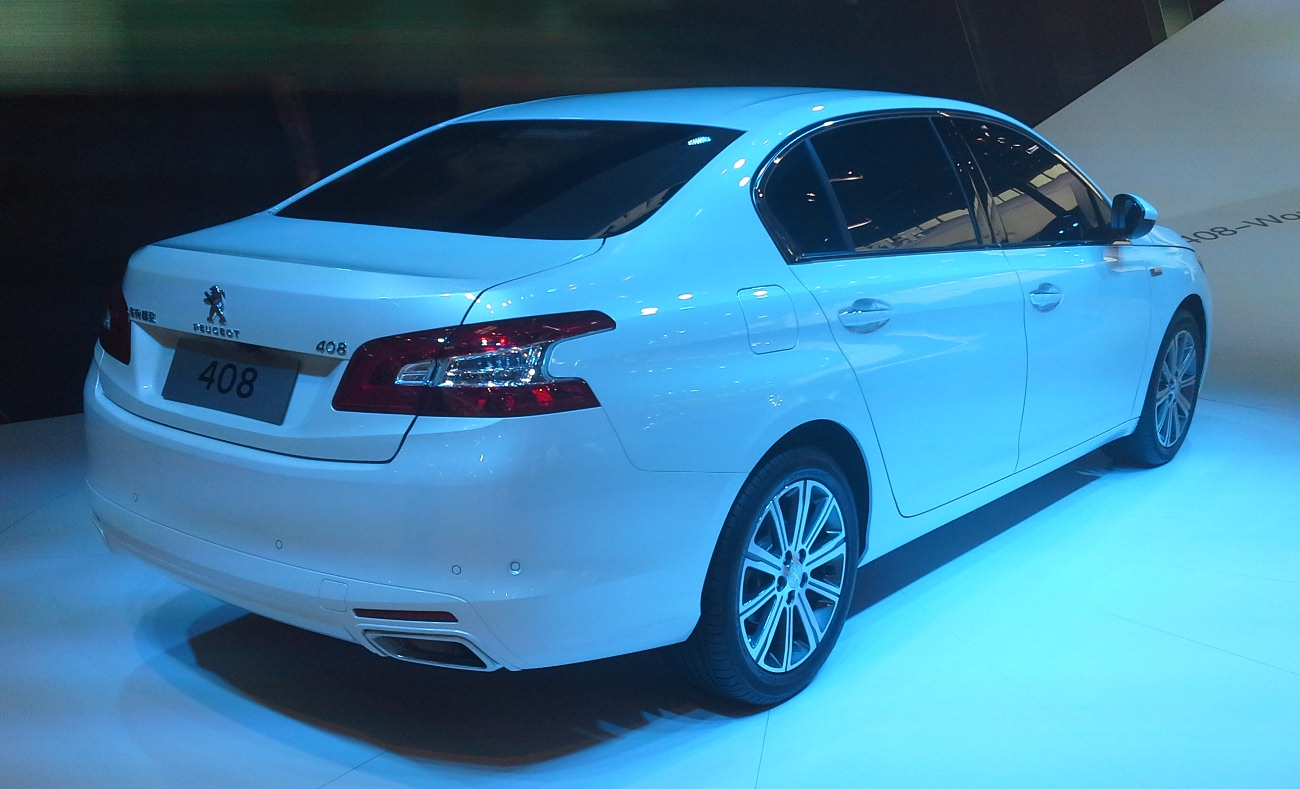
نسل دوم پژو ۴۰۸ در نمایشگاه خودرویی در کشور چین، نمای عقب